# Delta Herculis
Delta Herculis (Sarin, Menkib al Jathi al Aisr, Humerus Sinister Ingeniculi, 65 Herculis) é uma estrela na direção da constelação de Hercules. Possui uma ascensão reta de 17h 15m 01.92s e uma declinação de +24° 50′ 22.5″. Sua magnitude aparente é igual a 3.12. Considerando sua distância de 78 anos-luz em relação à Terra, sua magnitude absoluta é igual a 1.21. Pertence à classe espectral A3IVv SB.